# Слеттемарк, Укалек Астри
Укалек Астри Слеттемарк (дат. Ukaleq Astri Slettemark; 9 сентября 2001, Нуук) — гренландская биатлонистка, чемпионка мира среди девушек (U19) по биатлону 2019 года в индивидуальной гонке.

## Биография
Место жительства Астри — небольшой норвежский городок Гейло. Тренеры — её отец Эйстейн Слеттемарк и мать Уилок Слеттемарк. Хобби Астри — биатлон и рисование.

### Юниорская карьера
С сезона 2016/17 принимала участие в юниорском Кубке IBU. В 2018 году принимала участие в юниорском чемпионате мира в Отепя в категории до 19 лет, лучшим результатом было четвёртое место в гонке преследования, также становилась 10-й в спринте и 27-й — в индивидуальной гонке.
На юниорском чемпионате мира 2019 года в Брезно-Осрбли стала чемпионкой среди 19-летних в индивидуальной гонке и была шестой в спринте.

### Взрослая карьера
Дебютировала в Кубке IBU в ноябре 2018 года на этапе в Идре, где в первой спринтерской гонке финишировала 53-й.